# Tipula titania
Tipula titania är en tvåvingeart som beskrevs av Mannheims 1966. Tipula titania ingår i släktet Tipula och familjen storharkrankar. Inga underarter finns listade i Catalogue of Life.